# The Burglar (film 2016)
The Burglar è un film del 2016 diretto da Hagar Ben-Asher.

## Trama
Alex, una ragazza diciottenne, vive con la madre ad Arad, piccola città nel mezzo del deserto vicino al Mar Morto. Quando sua madre scompare senza lasciare spiegazioni, Alex deve imparare a cavarsela da sola.

## Nomination
- 2016 - Israeli Academy Award
  - Nomination Miglior attrice a Lihi Kornowski
- 2017 - International Film Festival Rotterdam
  - Nomination Tiger Award a Hagar Ben-Asher